# Pamětní dvoueurové mince roku 2011

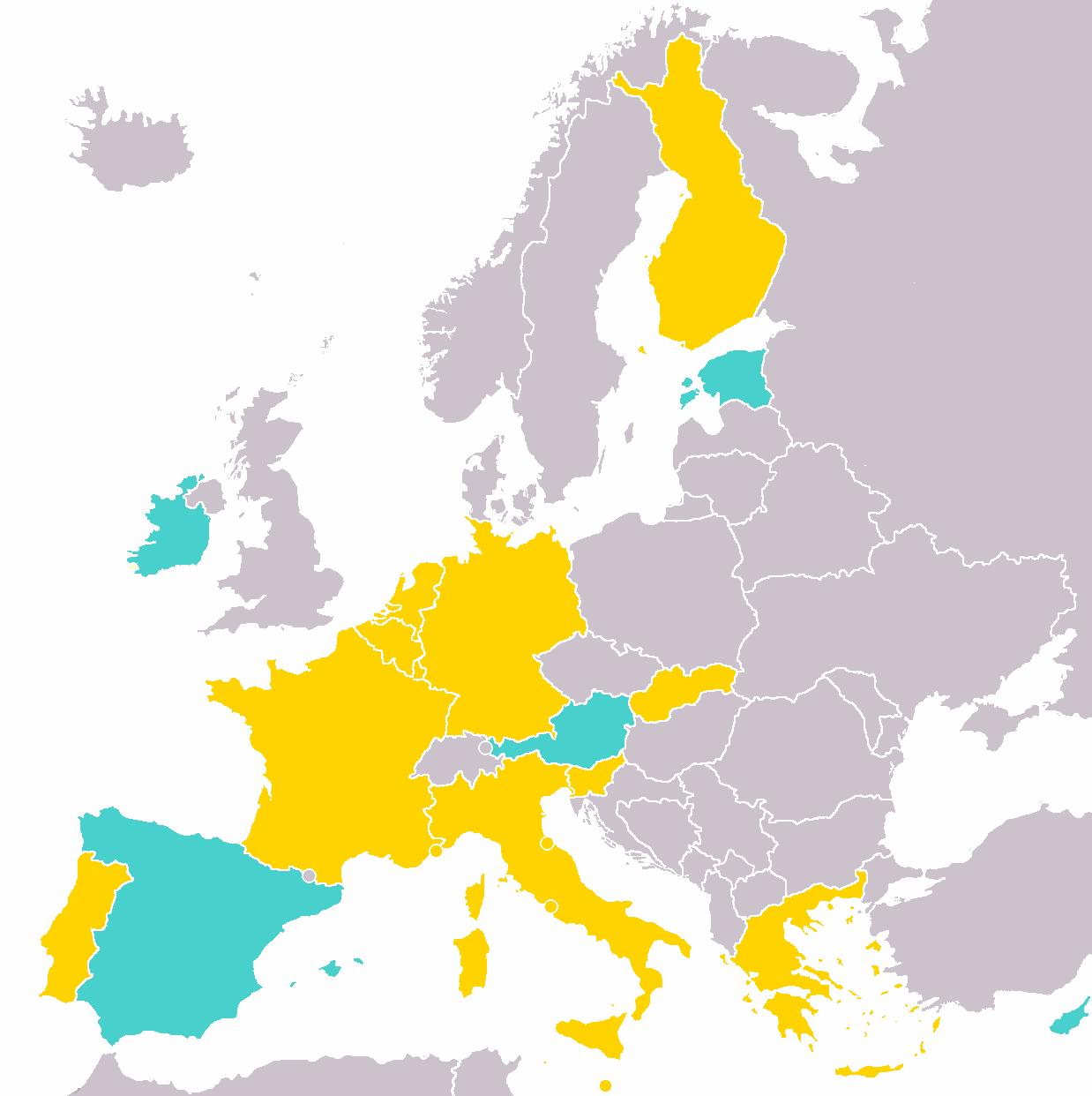
Jedna 2€ pamětní mince
Žádná 2€ pamětní mince
jiný evropský stát

Pamětní dvoueurové mince jsou speciální mince měny euro, které mají připomínat významnou historickou událost či aktuální dění ve vydávající zemi. V roce 2011 bylo do oběhu uvedeno 16 národních dvoueurových pamětních mincí.
Evropská unie dovolila od roku 2004 jednotlivým státům eurozóny (a Monaku, San Marinu a Vatikánu) vydávat omezený počet vlastních pamětních oběžných euromincí, ale pouze v hodnotě dvou eur. Mince jsou oběžné, ale zvláště ty o nízkém počtu vydaných mincí se však v běžném platebním styku téměř nevyskytují nebo jen zřídka.

## Přehled mincí
| Vydávající stát | Událost | Množství   | Datum            | Popis |
| --------------- | --- | ---------- | ---------------- | --- |
| Slovensko       | 20 let od založení Visegrádské skupiny                                                                                                   | 1 000 000  | 10. leden 2011   | Na minci je zeměpisné zobrazení území Vyšehradské skupiny se stylizovaným znakem „V IV.“. Po obvodu kruhu mince je nápis „VYŠEHRADSKÁ SKUPINA · VISEGRAD GROUP“. Na spodní části kruhu je datum vzniku Vyšehradské skupiny „15. 2. 1991“. V levé spodní čtvrtině mince je ročník „2011“ a v pravé dolní čtvrtine název emitenta „SLOVENSKO“, pod kterým je značka autora návrhu „MR“ a značka mincovny. Na obvodu je 12 hvězd. |
| Nizozemsko      | 500. výročí vydání světově proslulé knihy „Laus Stultitiae“ nizozemského filozofa, humanisty a teologa Desideria Erasma.                 | 4 000 000  | 24. leden 2011   | Na vnitřní části mince je vyobrazen Erasmus píšící svou knihu a podobizna královny Beatrix. Mezi oběma vyobrazeními je umístěn nápis „Beatrix Koningin der Nederlanden“ ve svislém směru, rok „2011“, značka rytce a značka mincovny. |
| Německo         | Katedrála sv. Petra v Kolíně nad Rýnem (Severní Porýní-Vestfálsko)                                                                       | 30 000 000 | 28. leden 2011   | Vzor znázorňuje celkový pohled na kolínskou katedrálu, mistrovské dílo gotické architektury, přičemž vyzdvihuje krásu jižního portálu. Název NORDRHEIN-WESTFALEN těsně pod budovou spojuje zobrazenou budovu se spolkovou zemí. Znak mincovny, který je vyjádřen písmeny A, D, F, G nebo J, se nachází ve střední části mince vpravo nahoře, iniciály umělce Heinze Hoyera ve střední části vpravo. Vnější obvod mince lemuje dvanáct hvězd vlajky Evropské unie. Mezi hvězdami ve spodní části mince je uveden rok „2011“ a v horní části odkaz na vydávající zemi „D“. |
| Španělsko       | Místa světového přírodního a kulturního dědictví UNESCO – Patio de los Leones (Lví nádvoří) v Alhambře, Generalife a Albaicín (Granada). | 8 000 000  | 28. leden 2011   | Na vzoru je zobrazen komplex Patio de los Leones v Alhambře (Granada). Ve spodní části je uveden název vydávajícího státu „ESPAÑA“ a rok 2011, v horní části pak mincovní značka. |
| Lucembursko     | výročí padesáti let ode dne, kdy velkovévodkyně Charlotte jmenovala svého syna Jeana svým nástupcem (lieutenant-représentant).           | 1 400 000  | 3. únor 2011     | Na pravé straně vnitřní části mince je podobizna Jeho Královské Výsosti velkovévody Henriho dívajícího se doleva, která překrývá podobizny velkovévody Jeana a velkovévodkyně Charlotte. Nad těmito třemi podo- biznami je nápis „LËTZEBUERG“. Nahoře je uveden letopočet „2011“ a po jeho stranách značky mincovny a mincmistra. Pod příslušnými podobiznami jsou uvedena jména Královských Výsostí. |
| Slovinsko       | sté výročí narození národního hrdiny France Rozmana                                                                                      | 1 000 000  | 21. březen 2011  | Na levé straně vnitřního pole je zobrazen Franc Rozman-Stane s pěticípou hvězdou ve spodní části jeho vyobrazení. Pravá strana je rozdělena na horní a spodní část nápisem „SLOVENIJA“. Pod tímto nápisem je vertikálně uveden letopočet „2011“. V horní části jsou vertikálně jedno pod druhým vypsána jména „FRANC“, „ROZMAN“, „STANE“, vedle nich horizontálně pod sebou roky „1911“ a „1944“. |
| Itálie          | 150 let od sjednocení Itálie | 10 000 000 | 22. duben 2011   | Na vnitřní straně mince jsou uprostřed zobrazeny tři vlající italské vlajky, které znázorňují tři uplynulá padesátá výročí – 1911, 1961 a 2011. Jedná se o logo 150. výročí sjednocení Itálie. V horní části je nápis „150 o DELL’UNITA’ D’ITALIA“ (150. výročí sjednocení Itálie) a napravo jsou počáteční písmena názvu vydávající země „RI“ (Repubblica Italiana – Italská republika). Ve spodní části jsou uvedeny letopočty „1861 › 2011 › ›“, pod letopočty je uprostřed mincovní značka „R“ a napravo od ní iniciály rytce mince.                                 |
| Belgie          | sté výročí Mezinárodního dne žen | 5 000 000  | 3. květen 2011   | Na vnitřním poli mince jsou vyobrazeny první belgická lékařka Isala Van Diestová a první belgická advokátka Marie Popelinová. Pod zobrazením každé ženy je uvedeno její jméno a nad ním znak příslušné profese, dole mezi jmény pak letopočet „2011“. Nad hlavami žen je uprostřed uvedena zkratka vydávající země „BE“ se značkou komisaře pro měnu po levé straně a značkou mincovny po pravé straně. |
| San Marino      | Pětisté výročí narození italského malíře Giorgia Vasariho (30. července 1511–27. června 1574)                                            | 130 000    | 3. červen 2011   | Uprostřed mince je zobrazen detail obrazu Giorgia Vasariho „Judita s hlavou Holofernovou“. Ve spodní části jsou uvedeny letopočty „1511–2011“, vlevo umělcovo jméno „G. Vasari“ a značka mincovny „R“. Na pravé straně je název vydávajícího státu „San Marino“ a iniciály „C.M.“, jež patří autorce mince Claudii Momoni. |
| Francie         | 30. výročí Svátku hudby - Fête de la Musique                                                                                             | 10 000 000 | 21. červen 2011  | Vnitřní strana mince zobrazuje jásající dav, který nese stylizovaný hudební nástroj, a kolem poletují ve vzduchu noty, čímž je znázorněna slavnostní atmosféra Svátku hudby, který se ve Francii koná v den letního slunovratu již od roku 1981. Uprostřed vzoru jsou rovněž uvedena slova „Svátek HUDBY“ a datum „21. ČERVNA 2011“. V pravém horním okraji se nalézá nápis „30. VÝROČÍ“ a dole označení země „RF“ |
| Řecko           | pořádání světových Speciálních Olympijských Her – Atény 2011                                                                             | 1 000 000  | 30. červen 2011  | Ve středu mince je zobrazen symbol her – zářící slunce jako zdroj života pro zdůraznění dokonalosti a síly sportovce, který se her účastní. Dokonalost znázorňuje olivová ratolest a sílu spirála ve středu slunce. Okolo vyobrazení je nápis „XIII Special Olympics W.S.G. Athens 2011“ a rovněž název vydávající země „Ελληνικη Δημοκρατια“. Mezi nimi je umístěna mincovní značka. |
| Monako          | svatba knížete Alberta II. a Charlene Wittstockové                                                                                       | 148 000    | 2. červenec 2011 | Ve středu vnitřní části mince jsou zobrazeny podobizny prince Alberta a Charlene. Pod podobiznami je jméno vydávající země „MONAKO“ a rok vydání „2011“. Značka mincovny a značka rytce je zobrazena před, respektive za nápisem „MONAKO 2011“. |
| Portugalsko     | 500 let od narození Fernãa Mendese Pinta - portugalského mořeplavce a objevitele                                                         | 520 000    | 8. září 2011     | Ve vnitřním kruhu mince je zobrazena loď plující na několika nápisech ztvárněných v podobě vln odkazujících na Portugalsko, Lisabon, knihu, jíž je Mendes autorem, a názvy některých zemí, do nichž cestoval. Ve spodní části je uveden nápis „Portugalsko“. Na horním okraji vnitřního kruhu je uvedeno cestovatelovo jméno spolu s letopočty 1511 a 2011. |
| Finsko          | 200 let od založení Finské národní banky                                                                                                 | 1 500 000  | 17. října 2011   | Uprostřed mince je vyobrazena labuť zpěvná, která patří mezi národní symboly Finska. Křídlo labutě odděluje letopočty „1811“ (vpravo dole) a „2011“ (vlevo uprostřed). Písmeno „V“ v levém podkřídlí labutě značí příjmení autora návrhu Hannu Veijalainena. Ve spodní části vnitřního kruhu je umístěno označení vydávající země „FI“ a mincovní značka. |
| Vatikán         | 26. světové dny mládeže 2011 v Madridu                                                                                                   | 115 000    | říjen 2011       | Ve středu vnitřní části mince jsou zobrazeni mladí lidé s vlajkami, mincovní značka „R“ a rok 2011. Na horním vnějším okraji vnitřní části mince je zleva doprava uveden ročník „XXVI“ a italská zkratka „G.M.G.“ označující světový den mládeže (Giornata Mondiale della Gioventù). Na spodním vnějším okraji je jméno vydávající země „CITTÀ DEL VATICANO“. |
| Malta           | první zvolení zástupci (1849) (první mince z pětikusé série pamětních mincí o ústavní historii Malty)                                    | 430 000    | říjen 2011       | Ve středu mince je zobrazena ruka vhazující hlasovací lístek do volební urny. Pod ní je uveden rok „2011“. V horní části ve směru doprava podél vnitřního obvodu jsou vyznačena slova „Malta – první zvolení zástupci 1849“. Vnější obvod mince lemuje dvanáct hvězd evropské vlajky. |